# Joseph M. Palmaccio
Joseph Michael Palmaccio, noto anche con lo pseudonimo di Joe Palmaccio (Brentwood, 13 aprile 1965 – Nashville, 16 ottobre 2021), è stato un tecnico del suono statunitense.

## Biografia
Palmaccio iniziò la sua formazione musicale, all'età di otto anni, dopo essersi trasferito in una piccola cittadina nei pressi di Chicago. Iniziò a suonare dapprima come trombettista e successivamente come batterista. In seguito il suo amore per la musica lo portò a registrare, in età adolescenziale, la sua prima demo all'Hedden West Studios.

### Carriera
Dopo aver conseguito il Bachelor of Arts in telecomunicazioni presso l'Università dell'Indiana, con una specializzazione secondaria in studi religiosi, tornò a lavorare come tecnico di mastering per: Bonneville Broadcasting (1988–1990), Polygram Records (1990–1995), Sterling Sound (1995–1998), e Sony Music Studios (1999–2006).
Successivamente si trasferì da New York a Nashville per aprire un proprio studio di registrazione così da avere più tempo da dedicare alla sua famiglia. Nel 2007 fondò il The Place...For Mastering, uno studio di registrazione con sede a Nashville, di cui è stato presidente e direttore tecnico fino al giorno della sua morte. Palmaccio perse la vita a Nashville, il 16 ottobre 2021, a seguito di un incidente motociclistico.
Palmaccio vantava oltre seicento crediti di mastering tra i diversi generi musicali, con una prevalenza dei generi rock e R&B.
Ha collaborato con molti gruppi e artisti musicali, tra cui: Donald Fagen, Michael Jackson, KISS, Jeff Buckley, Wu-Tang Clan, Elton John, Patti LaBelle, Eric Clapton, Taylor Swift, James Brown, Phoebe Snow, Nas, Soul Asylum, Johnny Cash, ELO, Godsmack, Eagles, AC/DC, John Mayer, Heart, Jerry Lee Lewis, Steve Winwood, Luther Vandross, Laura Nyro, Tito Puente, Charlie Parker, Miles Davis, Duke Ellington, Liza Minelli, Mahalia Jackson, Village People, Tony Bennett, e Tower of Power.

## Riconoscimenti
Palmaccio è stato nominato per sei Grammy Award, vincendone quattro nella categoria "Best Historical Album", grazie al mastering di questi progetti:
- 1998: The Complete Hank Williams, di Hank Williams
- 2003: Martin Scorsese Presents the Blues--A Musical Journey, di artisti vari
- 2004: Night Train to Nashville--Music City Rhythm & Blues, 1945-1970, di artisti vari
- 2014: The Complete Sussex and Columbia Albums, di Bill Withers

Nel 2016 ricevette un gold Fonogram Awards per Rackák Menni Amerika, e un Latin Grammy (categoria Best Christian Album) nel 2019 per Todo Pasa, di Juan Delgado.